# World Games 2017/Teilnehmer (Finnland)
| Gelbes Symbol für Goldmedaillen mit stilisierten Olympischen Ringen | Graues Symbol für Silbermedaillen mit stilisierten Olympischen Ringen | Braundes Symbol für Bronzemedaillen mit stilisierten Olympischen Ringen |
| ------------------------------------------------------------------- | --------------------------------------------------------------------- | ----------------------------------------------------------------------- |
| —                                                                   | 1                                                                     | 2                                                                       |

Finnland nahm in Breslau an den World Games 2017 teil. Die finnische Delegation bestand aus 32 Athleten.

## Medaillengewinner

### Silber
| Name        | Sportart  | Wettkampf |
| ----------- | --------- | --------- |
| Gia Winberg | Muay Thai | 60 kg     |

### Bronze
| Name | Sportart  | Wettkampf  |
| --- | --------- | ---------- |
| Terhi Ikonen Juha Kivilehto Mika Kohonen Peter Kotilainen Lauri Stenfors Janne Lamminen Sami Johansson Pyry Luukkonen Santtu Strandberg Miko Kailiala Krister Savonen Jussi Piha Eemeli Salin Nico Salo Tatu Vaananen | Unihockey | Mannschaft |
| Jutta Menestrina | Wasserski | Sprung     |

## Teilnehmer nach Sportarten

### Bowling
| Athleten                     | Wettbewerb | Qualifikation | Qualifikation | Vorrunde                                | Vorrunde | Vorrunde                            | Vorrunde | Vorrunde                         | Vorrunde | Achtelfinale                      | Achtelfinale  | Viertelfinale | Viertelfinale | Halbfinale    | Halbfinale    | Finale        | Finale        | Rang          |
| Athleten                     | Wettbewerb | Punkte        | Rang          | Gegner                                  | Ergebnis | Gegner                              | Ergebnis | Gegner                           | Ergebnis | Gegner                            | Ergebnis      | Gegner        | Ergebnis      | Gegner        | Ergebnis      | Gegner        | Ergebnis      | Rang          |
| ---------------------------- | ---------- | ------------- | ------------- | --------------------------------------- | -------- | ----------------------------------- | -------- | -------------------------------- | -------- | --------------------------------- | ------------- | ------------- | ------------- | ------------- | ------------- | ------------- | ------------- | ------------- |
| Frauen                       |            |               |               |                                         |          |                                     |          |                                  |          |                                   |               |               |               |               |               |               |               |               |
| Sanna Pasanen                | Einzel     | 1254          | 20            | –                                       | –        | –                                   | –        | –                                | –        | ausgeschieden                     | ausgeschieden | ausgeschieden | ausgeschieden | ausgeschieden | ausgeschieden | ausgeschieden | ausgeschieden | ausgeschieden |
| Elisa Hiltunen               | Einzel     | 1256          | 19            | –                                       | –        | –                                   | –        | –                                | –        | ausgeschieden                     | ausgeschieden | ausgeschieden | ausgeschieden | ausgeschieden | ausgeschieden | ausgeschieden | ausgeschieden | ausgeschieden |
| Elisa Hiltunen Sanna Pasanen | Doppel     | –             | –             | Rikke Agerbo / Britt Brøndsted          | 908:905  | Kelly Kulick / Danielle McEwan      | 903:820  | Mirai Ishimoto / Hikaru Takekawa | 840:830  | Patricia de Faria / Karen Marcano | 815:856       | ausgeschieden | ausgeschieden | ausgeschieden | ausgeschieden | ausgeschieden | ausgeschieden | ausgeschieden |
| Männer                       |            |               |               |                                         |          |                                     |          |                                  |          |                                   |               |               |               |               |               |               |               |               |
| Juhani Tonteri               | Einzel     | 1353          | 16            | –                                       | –        | –                                   | –        | –                                | –        | Thomas Larsen                     | 1:2           | ausgeschieden | ausgeschieden | ausgeschieden | ausgeschieden | ausgeschieden | ausgeschieden | ausgeschieden |
| Osku Palermaa                | Einzel     | 1229          | 27            | –                                       | –        | –                                   | –        | –                                | –        | Dan Maclelland                    | 0:2           | ausgeschieden | ausgeschieden | ausgeschieden | ausgeschieden | ausgeschieden | ausgeschieden | ausgeschieden |
| Juhani Tonteri Osku Palermaa | Doppel     | –             | –             | Ildemaro Ruiz / Massimiliano Fridegotto | 833:869  | Johnny Spil / Jeffrey van de Wakker | 876:943  | Michael Mak / Siu Hong Wu        | 838:865  | –                                 | –             | ausgeschieden | ausgeschieden | ausgeschieden | ausgeschieden | ausgeschieden | ausgeschieden | ausgeschieden |

### Feldbogenschießen
| Athleten      | Wettbewerb   | Qualifikation | Qualifikation | Ausscheidungsrunde | Ausscheidungsrunde | Sechzehntelfinale | Sechzehntelfinale | Achtelfinale  | Achtelfinale  | Viertelfinale | Viertelfinale | Halbfinale    | Halbfinale    | Finale        | Finale        | Rang          |
| Athleten      | Wettbewerb   | Ringe         | Rang          | Gegner             | Ergebnis           | Gegner            | Ergebnis          | Gegner        | Ergebnis      | Gegner        | Ergebnis      | Gegner        | Ergebnis      | Gegner        | Ergebnis      | Rang          |
| ------------- | ------------ | ------------- | ------------- | ------------------ | ------------------ | ----------------- | ----------------- | ------------- | ------------- | ------------- | ------------- | ------------- | ------------- | ------------- | ------------- | ------------- |
| Frauen        |              |               |               |                    |                    |                   |                   |               |               |               |               |               |               |               |               |               |
| Anne Viljanen | Blankbogen   | 282           | 10            | Eliette Lalouer    | 44:61              | ausgeschieden     | ausgeschieden     | ausgeschieden | ausgeschieden | ausgeschieden | ausgeschieden | ausgeschieden | ausgeschieden | ausgeschieden | ausgeschieden | ausgeschieden |
| Männer        |              |               |               |                    |                    |                   |                   |               |               |               |               |               |               |               |               |               |
| Pasi Ahjokivi | Blankbogen   | 330           | 7             | Olivier Roy        | 69:64              | ausgeschieden     | ausgeschieden     | ausgeschieden | ausgeschieden | ausgeschieden | ausgeschieden | ausgeschieden | ausgeschieden | ausgeschieden | ausgeschieden | ausgeschieden |
| Pasi Ahjokivi | Blankbogen   | 330           | 7             | John Demmer III    | 75:81              | ausgeschieden     | ausgeschieden     | ausgeschieden | ausgeschieden | ausgeschieden | ausgeschieden | ausgeschieden | ausgeschieden | ausgeschieden | ausgeschieden | ausgeschieden |
| Juuso Huhtala | Recurvebogen | 346           | 10            | Karoly Buzas       | 75:86              | ausgeschieden     | ausgeschieden     | ausgeschieden | ausgeschieden | ausgeschieden | ausgeschieden | ausgeschieden | ausgeschieden | ausgeschieden | ausgeschieden | ausgeschieden |

### Flossenschwimmen
| Athleten     | Wettbewerb | Finale      | Finale | Rang |
| Athleten     | Wettbewerb | Zeit        | Rang   | Rang |
| ------------ | ---------- | ----------- | ------ | ---- |
| Frauen       |            |             |        |      |
| Terhi Ikonen | 400 m      | 3:23,68 min | 7      | 7    |

### Indoor-Rudern
| Athleten          | Wettbewerb                  | Zeit       | Rang |
| ----------------- | --------------------------- | ---------- | ---- |
| Frauen            |                             |            |      |
| Kristina Björknäs | 500 m Offene Gewichtsklasse | 1:49,6 min | 11   |
| Kristina Björknäs | 2000 m Leichtgewicht        | 8:10,3 min | 7    |

### Kraftdreikampf
| Athleten         | Wettbewerb    | Kniebeugen (kg) | Bankdrücken (kg) | Kreuzheben (kg) | Gesamt (kg) | Punkte | Rang |
| ---------------- | ------------- | --------------- | ---------------- | --------------- | ----------- | ------ | ---- |
| Männer           |               |                 |                  |                 |             |        |      |
| Antti Savolainen | Leichtgewicht | 270,0           | 200,0            | 285,0           | 755,0       | 595,24 | 6    |

### Muay Thai
| Athleten    | Wettbewerb | Viertelfinale    | Viertelfinale | Halbfinale          | Halbfinale | Finale             | Finale   | Rang   |
| Athleten    | Wettbewerb | Gegner           | Ergebnis      | Gegner              | Ergebnis   | Gegner             | Ergebnis | Rang   |
| ----------- | ---------- | ---------------- | ------------- | ------------------- | ---------- | ------------------ | -------- | ------ |
| Frauen      |            |                  |               |                     |            |                    |          |        |
| Gia Winberg | 60 kg      | Viktoria Ivanets | 30:27         | Antje van der Molen | 29:28      | Svetlana Vinnikova | 27:30    | Silber |

### Orientierungslauf
| Athleten                                                 | Wettbewerb    | Zeit             | Rang             |
| -------------------------------------------------------- | ------------- | ---------------- | ---------------- |
| Frauen                                                   |               |                  |                  |
| Sari Anttonen                                            | Sprint        | 15:18,60 min     | 12               |
| Marika Teini                                             | Sprint        | 15:30,70 min     | 14               |
| Sari Anttonen                                            | Mittelstrecke | 36:55,00 min     | 6                |
| Marika Teini                                             | Mittelstrecke | 37:13,00 min     | 7                |
| Männer                                                   |               |                  |                  |
| Miika Kirmula                                            | Sprint        | nicht angetreten | nicht angetreten |
| Jesse Laukkarinen                                        | Sprint        | 15:50,30 min     | 24               |
| Elias Kuukka                                             | Sprint        | 16:15,80 min     | 27               |
| Miika Kirmula                                            | Mittelstrecke | nicht angetreten | nicht angetreten |
| Jesse Laukkarinen                                        | Mittelstrecke | 39:56,00 min     | 26               |
| Elias Kuukka                                             | Mittelstrecke | 39:44,00 min     | 24               |
| Mixed                                                    |               |                  |                  |
| Sari Anttonen Jesse Laukkarinen Elia Kuukka Marika Teini | Staffel       | 1:05:33 h        | 8                |

### Squash
| Athleten     | 1. Runde  | 1. Runde | Achtelfinale  | Achtelfinale  | Viertelfinale | Viertelfinale | Halbfinale    | Halbfinale    | Finale        | Finale        | Rang          |
| Athleten     | Gegner    | Ergebnis | Gegner        | Ergebnis      | Gegner        | Ergebnis      | Gegner        | Ergebnis      | Gegner        | Ergebnis      | Rang          |
| ------------ | --------- | -------- | ------------- | ------------- | ------------- | ------------- | ------------- | ------------- | ------------- | ------------- | ------------- |
| Männer       |           |          |               |               |               |               |               |               |               |               |               |
| Matias Tuomi | Ivan Yuen | 0:3      | ausgeschieden | ausgeschieden | ausgeschieden | ausgeschieden | ausgeschieden | ausgeschieden | ausgeschieden | ausgeschieden | ausgeschieden |

### Unihockey
| Wettbewerb       | Männer |
| ---------------- | --- |
| Athleten         | Terhi Ikonen Juha Kivilehto Mika Kohonen Peter Kotilainen Lauri Stenfors Janne Lamminen Sami Johansson Pyry Luukkonen Santtu Strandberg Miko Kailiala Krister Savonen Jussi Piha Eemeli Salin Nico Salo Tatu Vaananen |
| Gruppenphase     | Tschechien 4:2 (1:1, 2:1, 1:0) Polen 5:0 (2:0, 2:0,1:0) |
| Halbfinale       | Schweiz 2:5 (0:1, 0:2, 2:2) |
| Spiel um Platz 3 | Tschechien 2:0 (0:0, 1:0, 1:0) |
| Platzierung      | Bronze |

### Wasserski
| Athleten         | Wettbewerb | Qualifikation | Qualifikation | Finale   | Finale | Rang   |
| Athleten         | Wettbewerb | Ergebnis      | Rang          | Ergebnis | Rang   | Rang   |
| ---------------- | ---------- | ------------- | ------------- | -------- | ------ | ------ |
| Frauen           |            |               |               |          |        |        |
| Jutta Menestrina | Sprung     | 46,5 m        | 2             | 47,7 m   | 3      | Bronze |